# 文森·梵谷之死
1890年7月29日凌晨，荷蘭後印象派畫家文森·梵谷在法國瓦茲河畔歐韋爾的拉烏客棧（Auberge Ravoux）房間裡去世，據推測，他在兩天前因患抑鬱症而向胸部開槍自殺。

## 自殺
旅館老闆的女兒阿德琳·拉烏（當時13歲），她清楚記得1890年7月發生的事。在她76歲時寫下的一篇敘述中，在父親的反覆提醒下，她描述了梵谷在7月27日早餐後離開旅店的經過。考慮到藝術家的日常習慣，梵谷直到黃昏仍未歸來，全家人開始擔心。他終於在夜幕降臨後，大概晚上9點左右，摀著肚子回來了。阿德琳的母親問他是否有問題。梵谷一邊爬上樓梯回房間，一邊艱難地回答：「沒有，但是我…」。她父親似乎聽到了呻吟聲，發現梵谷蜷縮在床上。當他問梵谷是否生病時，梵谷指著他心臟附近的傷口，承認在夜裡，他曾前往最近一直畫畫的麥田，試圖開槍自殺。
阿德琳·拉烏（Adeline Ravoux）繼續講述了她父親如何派同樣住在旅館裡的荷蘭藝術家安東·希爾希格（Anton Hirschig）去通知當地醫生，但醫生不在。他隨後拜訪了梵谷的好友兼醫生保羅·嘉舍，嘉舍為梵谷包紮了傷口，但認為情況無望後立即離開了。她父親和希爾希格在梵谷的床邊度過了一夜。這位藝術家時而抽煙，時而呻吟，但幾乎整晚都保持沉默，不時打個瞌睡。第二天早上，兩名憲兵來到旅館，盤問梵谷自殺未遂一事。梵谷只是簡單地回答：「我的身體是我的，我可以自由地處置它。不要指責任何人，是我自己想自殺。」
第二天，星期一早上，郵局一開門，阿德琳的父親就給梵谷的弟弟西奧·梵谷發了一封電報，西奧下午搭火車趕到。阿德琳·拉烏（Adeline Ravoux）講述了他們兩人如何守護陷入昏迷並於凌晨一點左右去世的梵谷；他的死亡證明記錄的死亡時間為凌晨1點30分。
在給妹妹利斯·梵谷（Lies）的一封信中，西奧·梵谷講述了哥哥臨終前的感受：「他自己也想死。當我坐在他的床邊，說我們會盡力讓他好起來，希望他能免於這種絕望時，他說，『悲傷將永遠持續』（La tristesse durera toujours）」。我明白他這句話想表達什麼。
在1913年12月的回憶錄中，西奧·梵谷的妻子約翰娜首先提到了丈夫來到文森床邊後寫的一封信：“他很高興我來了，我們一直在一起……可憐的人，他幾乎沒有得到什麼快樂，也沒有任何幻想。有時，負擔變得太重，他感到如此孤獨……”在他去世後，他寫道：“他的遺言之一是，‘我希望我能這樣離開人世’，他的願望實現了。片刻之間，一切都結束了。他找到了人世間無法找到的安息……”。
梵谷藝術家朋友埃米爾·貝爾納於7月30日抵達奧維爾參加葬禮，他講述了一個略有不同的故事，他解釋說，梵谷在一個星期天晚上去了鄉下，「把畫架靠在乾草堆上，然後走到城堡後面，朝自己開了一槍。」他講述了梵谷是如何刻意而又絕對清醒地實施這些行為的。當保羅·嘉舍醫生告訴他，他仍然希望保住梵谷的性命時，梵谷回答：“那我就得再做一次了。”